# Chenois (België)
Chenois is een plaats in de Belgische streek de Gaume in de Provincie Luxemburg in de gemeente Virton.
Het plaatsje ligt aan de Vire.
Deelgemeenten: Bleid · Ethe · Latour · Ruette · Saint-Mard · Virton

Overige dorpen: Chenois · Gomery · Grandcourt · Saint-Remy

Belgische gemeenten · Arrondissement Virton · Luxemburg · Wallonië